# Eviota nigrispina
Eviota nigrispina är en fiskart som beskrevs av Greenfield och Suzuki 2010. Eviota nigrispina ingår i släktet Eviota och familjen smörbultsfiskar. Inga underarter finns listade i Catalogue of Life.